# Hassan Mudhafar
Hassan Mudhafar (en árabe: حسن يوسف مظفر الغيلاني‎; Sur, Omán; 26 de junio de 1980) es un exfutbolista de Omán que jugaba en la posición de defensa.

## Carrera

### Club
| Periodo   | Club             | Apariciones | Goles |
| --------- | ---------------- | ----------- | ----- |
| 2000–2005 | Al-Oruba Sur     | 62          | 0     |
| 2005–2007 | Al-Ahli Doha     | 40          | 1     |
| 2007–2008 | Al-Salmiya SC    | 20          | 0     |
| 2008–2009 | Al-Rayyan SC     | 21          | 0     |
| 2009–2010 | Al-Wahda FC      | 17          | 0     |
| 2010–2012 | Ettifaq FC       | 24          | 0     |
| 2012–2013 | Dhofar Club      | 20          | 0     |
| 2013–2014 | Saham SC         | 14          | 0     |
| 2014–2017 | Al-Oruba Sur     | 12          | 0     |
| 2017–2018 | Al-Mudhaibi Club |             |       |

### Selección nacional
Jugó para Omán en 127 ocasiones de 2003 a 2015 y anotó seis goles; participó en tres ediciones de la Copa Asiática, en seis ediciones de la Copa de Naciones del Golfo, tres eliminatorias mundialistas, y dos ediciones de los Juegos Asiáticos.

## Logros
- UAE Pro League (1): 2009-10

## Estadísticas

### Goles con selección nacional
| #  | Fecha      | Sede                                        | Rival                           | Marcador | Resultado | Torneo                                               |
| -- | ---------- | ------------------------------------------- | ------------------------------- | -------- | --------- | ---------------------------------------------------- |
| 1. | 25-9-2003  | World Cup Stadium, Incheon, Corea del Sur   | Nepal                           | 3–0      | 7–0       | Clasificación para la Copa Asiática 2004             |
| 2. | 13-12-2004 | Jassim Bin Hamad Stadium, Doha, Catar       | Emiratos Árabes Unidos          | 1–1      | 2–1       | Copa de Naciones del Golfo de 2004                   |
| 3. | 11-10-2006 | Sultan Qaboos Sports Complex, Mascate, Omán | Emiratos Árabes Unidos          | 1–0      | 2–1       | Clasificación para la Copa Asiática 2007             |
| 4. | 8-10-2007  | Sultan Qaboos Sports Complex, Mascate, Omán | Nepal                           | 2–0      | 2–0       | Clasificación para la Copa Mundial de Fútbol de 2010 |
| 5. | 27-1-2008  | Sultan Qaboos Sports Complex, Mascate, Omán | Singapur                        | 2–0      | 2–0       | Amistoso                                             |
| 6. | 15-1-2012  | Sultan Qaboos Sports Complex, Mascate, Omán | República Democrática del Congo | 2–1      | 2–2       | Amistoso                                             |